# Çağkan Çulha
Çağkan Çulha (* 22. November 1985 in Istanbul) ist ein türkischer Schauspieler.

## Biografie
Çulha wurde am 22. November 1985 in Istanbul geboren. Seine Mutter ist die Schauspielerin Mine Mutlu. Er besuchte das Korkmaz Yiğit Lisesi. Nachdem er seine Ausbildung an der Universität Istanbul, Abteilung für Betriebswirtschaftslehre, abgebrochen hatte, setzte er sein Studium an der Beykent Üniversitesi fort.
Sein Debüt gab er 2003 in der Fernsehserie Hayat Bilgisi. Anschließend war er 2005 in Belalı Baldız zu sehen. Von 2006 bis 2007 wurde er für die Serie Acemi Cadı gecastet. Zwischen 2008 und 2010 spielte er in Adanalı mit. 2013 trat Çulha in der Serie Muhteşem Yüzyıl auf. Außerdem bekam er in Kuruluş Osman eine Nebenrolle. 2021 spielte er in dem Film Benim Kocam Yapmaz die Hauptrolle.

## Filmografie
Filme
- 2021: Benim Kocam Yapmaz

Serien
- 2003: Hayat Bilgisi
- 2005: Belalı Baldız
- 2006–2007: Acemi Cadı
- 2008–2010:  Adanalı
- 2013: Muhteşem Yüzyıl
- 2014: Kaçak
- 2015: Racon: Ailem İçin
- 2017: İsimsizler
- 2020: Kuruluş Osman
- 2022: Adı Sevgi